# آنجلی دوی
آنجلی دوی (انگلیسی: Anjali Devi; ۲۴ اوت ۱۹۲۷ – ۱۳ ژانویهٔ ۲۰۱۴) یک هنرپیشه، و تهیه‌کننده اهل هند بود.
از فیلم‌های معروف او می‌توان به بازی در فیلم لاوا کوسا، دختر همسایه و بی‌گناه اشاره کرد.